# Muela Pinilla y del Puntal
El monumento natural Muela Pinilla y del Puntal es un espacio natural español ubicado en la provincia de Cuenca.

## Ubicación y estatus
La Muela Pinilla y del Puntal se encuentra en el término municipal conquense de Masegosa, en la comunidad autónoma de Castilla-La Mancha. El espacio protegido comprende una superficie de 640,47 ha y abarca la totalidad de los Montes de Utilidad Pública número 221, llamado «Muela Pinilla» y número 125, denominado «Muela del Puntal», así como las zonas de dominio público que puedan existir en su interior.
El lugar fue declarado como monumento natural el 23 de septiembre de 2003 , mediante un decreto publicado el 6 de octubre de ese mismo año en el Diario Oficial de Castilla-La Mancha, con la rúbrica del presidente de la comunidad autónoma, José Bono, y de la consejera de Medio Ambiente, Rosario Arévalo Sánchez.

## Geología
La Muela Pinilla y del Puntal se sitúa en el límite nororiental de la Serranía de Cuenca, dentro de la denominada Serranía Alta, y en ella se incluye una valiosa representación de la formación de dolomías conocida como «Ciudad Encantada», que aparece entremezclada con la masa de pinar que allí se encuentra.
Geológicamente, la zona se desarrolla sobre materiales mesozoicos, respondiendo su estructura a una sinclinal en cuyo núcleo afloran las calizas y dolomías del Cretácico superior. Delimitando esta estructura están los materiales jurásicos que aparecen en los valles, coincidiendo generalmente con ejes anticlinales. Esta configuración invertida del relieve constituye un ejemplo de la típica morfología que en la Serranía es conocida como «muela». El sistema morfogenético predominante es el kárstico, destacando el exokarst, muy desarrollado en toda la muela, pudiéndose apreciar diferentes depresiones cerradas (dolinas y uvalas, principalmente), lapiaces de diferente grado de desarrollo, así como otros fenómenos kársticos asociados como simas, surgencias y sumideros.
El afloramiento de la formación Ciudad Encantada en Muela Pinilla se ve reflejado en el desarrollo de un relieve ruiniforme de considerable extensión que es conocido en el entorno como «El Tormagal». En él es frecuente el desarrollo de «tormos» y de otras morfologías como arcos y callejones, así como formas menores como kamenitzas.

## Flora
Las formaciones vegetales dominantes en la zona son los pinares de Pinus sylvestris, cuyo estrato arbustivo está formado por una orla espinosa dominada por espinares de Berberis vulgaris subsp. seroi, al que acompañan otras especies como Amelanchier ovalis, Rosa sp., Juniperus communis subsp. hemisphaerica o Crataegus monogyna. Acompañando a estas formaciones, pero ligado al característico relieve ruiniforme, aparecen comunidades rupícolas de marcado carácter calcícola, adaptadas a vivir en fisuras, grietas, oquedades o pequeñas repisas, que poseen una composición florística muy rica, apareciendo especies como Antirrhinum pulverulentum, Asplenium fontanum, Asplenium rutamuraria, Asplenium trichomanes, Cystopteris fragilis subsp. huteri, Dianthus pungens, Draba dedeana, Draba hispanica subsp. hispanica, Erinus alpinus, Fumana ericoides, Globularia repens subsp. borjae, Potentilla caulescens, Rhamnus pumilus o Sanguisorba rupicola. Estas comunidades rupícolas constituyen un hábitat de protección especial dentro del contexto de la Ley 9/1999, de 26 de mayo, de Conservación de la Naturaleza. Acompañando a la lista anterior se encuentra también la orquídea Cephalanthera rubra, Polygonatum odoratum y Arenaria erinacea.

## Fauna
La singularidad del paraje viene también acompañada por la presencia de importantes especies de fauna, entre las que destaca la población del lepidóptero Graellsia isabellae, que encuentra en los pinares de Pinus sylvestris el hábitat propicio para su desarrollo. Esta especie está catalogada como de interés especial en el Catálogo Regional de Especies Amenazadas de Castilla-La Mancha. Otra especie sobresaliente, en este caso por su carácter endémico en la Serranía de Cuenca, es el ortóptero Steropleurus ortegai, también considerado como de interés especial en el Catálogo Regional de Especies Amenazadas. Completando el catálogo faunístico de la muela, están el gato montes (Felis silvestris), la gineta (Genetta genetta), el tejón (Meles meles), el ciervo (Cervus elaphus) y el jabalí (Sus scrofa). Destacar también la importancia de la zona para la comunidad de aves, donde numerosas especies, entre las que destaca el grupo de los paseriformes y otras especies propias de ambientes marcadamente forestales, constatan la inclusión de la zona dentro de la Zona de Especial Protección para las Aves del Alto Tajo.